# Squadriglieri

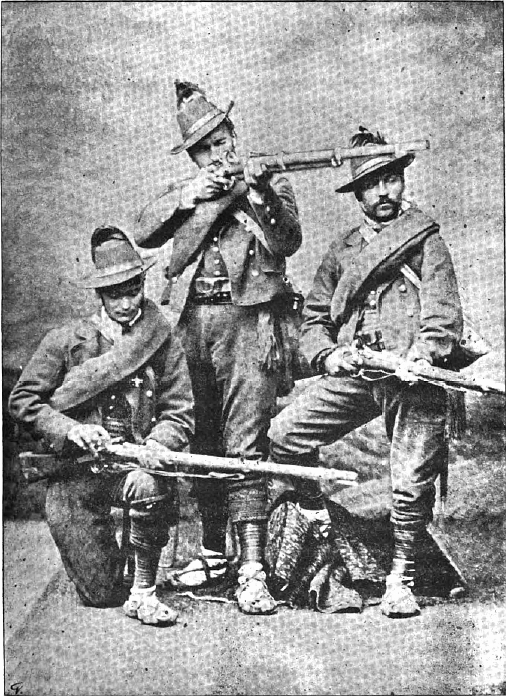
Squadriglieri pontifici, in assetto di combattimento, ben evidenti le cioce come calzatura d'ordinanza.

Gli squadriglieri furono un corpo speciale dell'esercito pontificio, creato appositamente per la lotta al brigantaggio postunitario nello Stato Pontificio.

## Storia
A partire dal 1860 con l'unificazione d'Italia le aree di confine tra lo stato pontificio e il Regno d'Italia divennero una delle aree di azione del brigantaggio postunitario italiano. I briganti filoborbonici inizialmente trovarono infatti rifugio stabile nello Stato Pontificio, dove rientravano al termine di ogni scorreria effettuata sconfinando nel vicino Regno d'Italia, godendo della protezione papale, sotto la quale si era rifugiato il deposto re Francesco II e della inazione delle truppe francesi che Napoleone III ivi aveva dislocato.
Nel 1864 la pressione politica esercitata dal governo italiano contro l'appoggio pontificio al brigantaggio e gli sviluppi nella repressione dello stesso, contemporaneamente alla perdita del controllo delle attività dei briganti, che ormai stavano impadronendosi dei paesi laziali in cui si erano stanziati e le cui gesta ormai avevano perso ogni coloritura politica per rimanere soltanto delle azioni criminali, fece cambiare decisamente l'atteggiamento del governo pontificio. 
Furono presi accordi con le autorità militari italiane per permettere l'attraversamento del confini da parte delle truppe italiane se all'inseguimento di bande armate in fuga e, su suggerimento del maggiore Lauri, venne decisa la creazione del corpo apposito degli squadriglieri, caratterizzati dall'agilità di movimento e dalla conoscenza del territorio, che permettevano alle bande dei briganti di sfuggire ai reparti militari tradizionali o di affrontarli con successo.
(vedi p.22 in C. Bartolini (1897))
Nel 1870, quando l'esercito pontificio venne richiamato dalla frontiera, poco prima della presa di Roma, e agli squadriglieri, venne chiesto se ne volesserro seguire la sorte, oppure lasciare la divisa e ritornare alle loro case. Secondo Carletti tutti spontaneamente scelsero di spostarsi col resto della truppa a Roma, ove furono adibiti in attività di supporto ai militari incaricati di mantenere l'ordine interno.Dopo la caduta della città, furono imprigionati come gli altri militari pontifici, sottoposti ad indagine per valutare l'attendibilità delle accuse di brigantaggio a cui erano soggetti, e quindi liberati per l'inconsistenza delle medesime.

## Composizione

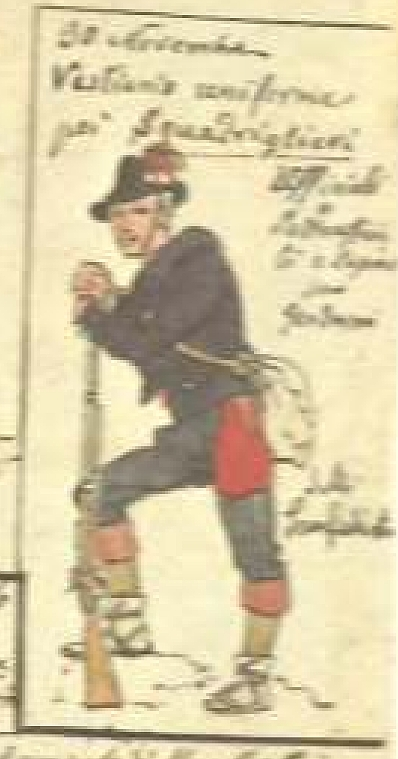
Figurino di squadrigliere

Gli squadriglieri erano volontari in servizio temporaneo, senza obbligo di ferma e con una paga giornaliera di servizio effettivo di lire 1,50 pari a 30 soldi. Il corpo inizialmente fu costituito da 250 squadriglieri, reclutati nelle province di Velletri e Frosinone e organizzati in 10 distaccamenti, la sua consistenza crebbe fino ad arrivare a contare fino a 1443 armati nel 1870.
Era composto da contadini dei circondari di Frosinone, Veroli, Alatri ed altri paesi limitrofi infestati dai briganti, località ben conosciute dagli squadriglieri, che agivano sul loro territorio, sapendo come muoversi, coadiuvando la gendarmeria pontificia ed i vari reparti di fanteria nella repressione del brigantaggio.
La loro divisa aveva la particolarità dell'adozione come calzature delle ciocie, tradizionalmente d'uso quotidiano della popolazione da cui erano reclutati gli squadriglieri, che con queste calzature erano in grado di sostenere le lunghe marce necessarie nella lotta contro i briganti, e per le quali questi militari erano soprannominati dispregiativamente "zampitti"; le cocie erano utilizzate anche dai briganti e questo valse al corpo la diceria che fosse composto da ex briganti.